# Liste der Biografien/Biw
Liste der Biografien |
Portal Biografien |
Personensuche
# |
A |
B |
C |
D |
E |
F |
G |
H |
I |
J |
K |
L |
M |
N |
O |
P |
Q |
R |
S |
T |
U |
V |
W |
X |
Y |
Z |
?
 
Ba |
Be |
Bd |
Bg |
Bh |
Bi |
Bj |
Bl |
Bm |
Bn |
Bo |
Br |
Bs |
Bu |
Bw |
By |
Bz
 
Bia–Bid |
Bie |
Bif–Bim |
Bin |
Bio |
Bip |
Bir |
Bis |
Bit |
Biu |
Biv |
Biw |
Bix |
Biy |
Biz
Die Liste der Biografien führt alle Personen auf, die in der deutschsprachigen Wikipedia einen Artikel haben. Dieses ist eine Teilliste mit 14 Einträgen von Personen, deren Namen mit den Buchstaben „Biw“ beginnt.

## Biw

### Biwa
- Biwa, Eric (* 1953), namibischer Politiker
- Biwa, Richard (* 1982), namibischer Fußballspieler
- Biwa, Willem (* 1951), namibischer Politiker
- Biwald, Leopold (1731–1805), österreichischer Jesuit, Naturforscher und Hochschullehrer

### Biwe
- Biwer, Nikolaus (1884–1941), luxemburgischer römisch-katholischer Geistlicher, Komponist und Märtyrer
- Biwersi, Ferdinand (1934–2013), deutscher FußballschiedsrichterFerdinand Biwersi (1934–2013)

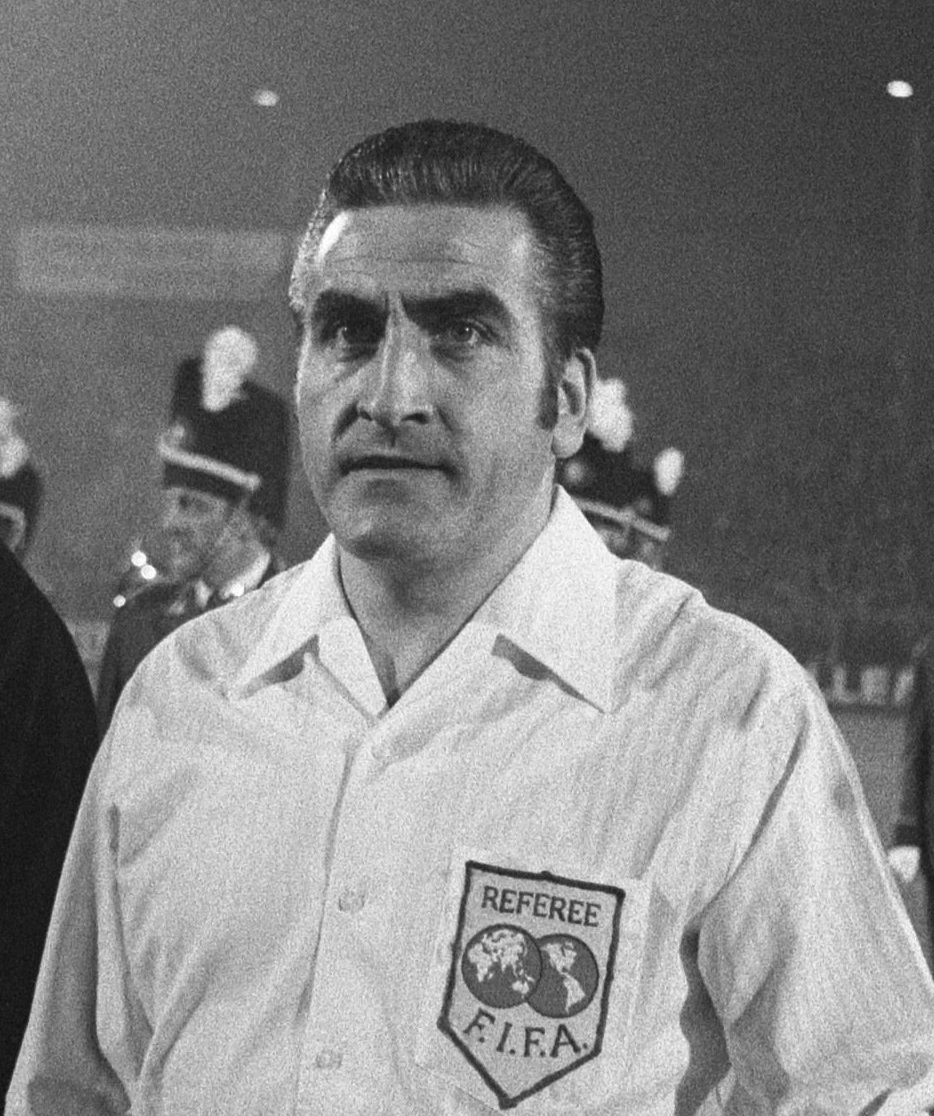
Ferdinand Biwersi (1934–2013)

### Biwo
- Biwol, Dmitri Jurjewitsch (* 1990), russischer Boxer
- Biwott, Amos (* 1947), kenianischer Leichtathlet und Olympiasieger
- Biwott, Paul (* 1978), kenianischer Marathonläufer
- Biwott, Peter Kipyator (* 1980), kenianischer Marathonläufer
- Biwott, Shadrack Kiptoo (* 1985), US-amerikanischer Langstreckenläufer
- Biwott, Simon (* 1970), kenianischer Marathonläufer
- Biwott, Stanley Kipleting (* 1986), kenianischer Marathonläufer
- Biwott, Stephen Kipkosgei (* 1976), kenianischer Marathonläufer